# Crossandrella adamii
Crossandrella adamii là một loài thực vật có hoa trong họ Ô rô. Loài này được Heine mô tả khoa học đầu tiên năm 1971 publ. 1972.